# Prvi nicejski sabor
Prvi nicejski sabor ujedno je i prvi ekumenski crkveni sabor, a održan je u Niceji u Bitiniji (današnja Turska). Sazvao ga je rimski car Konstantin I. Veliki 325. godine kako bi razriješio pitanje neslaganja, poglavito u aleksandrijskoj Crkvi.

## Glavni problemi i izvori
Glavno je pitanje bilo ima li Sin (Isus Krist) istu ili sličnu bit s Bogom Ocem. Aleksandar Aleksandrijski i Atanazije Aleksandrijski držali su da je Sin iste biti (istobitan) s Ocem, dok je prezbiter Arije zastupao mišljenje da je Sin podređen Ocu. Ovaj je nauk nazvan arijanstvo. Sabor je premoćno podržao istobitnost Sina s Ocem (uz samo dva glasa protiv). Plod je te rasprave bilo i Nicejsko vjerovanje. Od ostalih pitanja, sabor se bavio određivanjem datuma Uskrsa.
O saboru u svojim spisima govore njegovi sudionici: Eustatije Antiohijski (protuarijanac), Euzebije Cezarejski (bivši arijanac) i Atanazije Aleksandrijski (protuarijanac). Spisi samoga sabora nisu sačuvani. Pretpostavlja se da su ih uništili arijanci koji su naknadno uspjeli odnijeti premoć u Carigradu.

## Prethodni događaji
Početkom 4. stoljeća u Aleksandrijskoj Crkvi razvila se živa kristološka rasprava. Glavni protagonist bio je svećenik Arije, izuzetno popularan među narodom. Prema njegovom nauku, Sin, premda savršen, bio je tek stvorenje Očevo i Ocu podređen (subordiniran). Tako on nije prihvaćao da bi Otac i Sin bili iste biti (u Aristotelovu značenju grčke riječi ousia, kako ga je prihvatio platonizam i neoplatonizam). U ovome se već jasno vidi utjecaj grčke filozofije i njezinog nazivlja. Stoga Arije nije govorio da je Sin istobitan (homoousios), nego da je sličnobitan (homoiousios) Ocu.
S druge strane, aleksandrijski biskup Aleksandar i Atanazije Aleksandrijski držali su da je Sin istobitan (homoousios) Ocu, te da nije stvoren, nego da je od vječnosti rođen od Oca.
Zbog toga je 321. u Aleksandriji održan sinod što ga je sazvao Aleksandar, na kojem je osuđen Arijev nauk, a sam je Arije ekskomuniciran. Ipak, to nije zaustavilo širenje arijanizma. Sam Arije nastavio je djelovati u Palestini, pod zaštitom svoga školskog prijatelja, utjecajnog Euzebija Nikomedijskog.
Tek u 20. stoljeću otkriveni su spisi mjesnog sabora koji je održan pola godine prije Nicejskog sabora u Antiohiji (današnja Antakya u Turskoj). Taj bi se sabor mogao nazvati stvarnom prethodnicom Prvog nicejskog sabora, a na njemu je sudjelovalo 59 biskupa iz Palestine, Arabije, Fenicije i Kapadocije. Vodio ga je biskup Hozije iz Cordobe, koji će imati odlučujuću ulogu i na Nicejskom saboru. Povod ovom saboru bio je izbor novog antiohijskog biskupa, no usto je prihvaćeno i jedno protuarijansko Vjerovanje. Trojica biskupa, sudionika ovog sabora, među kojima i Euzebije Cezarejski, odbili su potpisati odluke sabora, te su privremeno ekskomunicirani s mogućnošću da promijene mišljenje na »velikom i svetom saboru u Anciri« (koji se potom ipak održao u Niceji).
Za održavanje crkvenog sabora i postizanje mira među kršćanima zauzimao se i car Konstantin kako bi na taj način osigurao mir u svome carstvu.

## Sudionici sabora
Car je sazvao sabor u Niceji, a na njega je pozvao svih 1800 biskupa iz čitave kršćanske Crkve (oko 1000 s Istoka i oko 800 sa Zapada). Ipak, na sabor je stiglo između 250 i 320 saborskih otaca, većinom s Istoka, jer su se na Istoku vodile i najžešće rasprave. Točan broj sudionika nije moguće utvrditi, premda crkvena predaja najčešće govori o broju od njih 318.
Od malobrojnih predstavnika zapadne Crkve, valja napomenuti da je rimski papa Silvestar I. poslao je svoje izaslanike (legate) u osobama dvojice svećenika. Uz njih, u saboru su sudjelovali: Hozije iz Cordobe iz Iberije, Marko Kalabrijski iz Italije, Cecilijan Kartaški iz sjeverne Afrike, Nikasije Dijonski iz Galije, te Dujam Stridonski iz Dunavske provincije.
Među brojnim predstavnicima istočne Crkve najviđeniji bili su nadbiskupi Aleksandar Aleksandrijski, Eustatije Antiohijski i Makarije Jeruzalemski. Neki od okupljenih otaca - primjerice, Pafnucije iz Tebe, Potamon Heraklejski i Pavao Neocezarejski - još su na svome tijelu nosili ožiljke od posljednjih progona kršćana. Ostali značajni sudionici s Istoka bili su: Euzebije Nikomedijski, Euzebije Cezarejski, sveti Nikola iz Mire, Aristak Armenski i Jakov Nisibijski.
Od biskupa izvan Rimskog Carstva pristigli su: perzijski biskup Ivan, gotski biskup Teofil i Statofil, biskup Picijunta na području današnje Rusije i Abhazije.

## Tijek sabora
Sabor je započeo 20. svibnja 325. u nazočnosti cara Konstantina u središnjem dijelu carskoga dvora. Radom sabora predsjedao je Hozije iz Cordobe. Moguće je da je i on bio papin predstavnik, kao i dvojica svećenika. Pozdravni je govor najvjerojatnije održao Euzebije Nikomedijski.
Glavne točke rasprave bile su:
- Pitanje arijanstva;
- Datum proslave Pashe (Uskrsa);
- Melecev raskol;
- Jedinstvo Oca i Sina;
- Krštenje heretika;
- Položaj onih koji su popustili prilikom Licinijevih progona (tzv. lapsi).

### Odluke o Ariju i njegovu nauku
Dvadesetak biskupa isprva je podržavalo Arija, no nakon čitanja dijelova njegovih spisa potakli su ih da mu se usprotive. Euzebije Cezarejski nastojao je predložiti kompromisno rješenje. Na koncu su u potpunosti odnijeli prevagu protuarijanski biskupi, te je nakon mjesec dana zasjedanja sabor donio tekst Nicejskog vjerovanja  izvorni tekst na WikIzvoru: tekst. Taj tekst nisu potpisala samo dvojica biskupa iz Libije koji su od početka bili usko povezani s Arijem. Unatoč razumijevanju za Arija, Euzebije Cezarejski prihvatio je tekst Vjerovanja. Arijeva su djela trebala biti spaljena, a biskupi koji su ga podržali bili su prognani. Sam je Arije prognan u Ilirik.

### Odluka o datumu Pashe
Nakon 19. lipnja počelo se raspravljati o datumu kršćanske Pashe, to jest Uskrsa. Na Zapadu se vrlo rano ustalio običaj slavljenja Uskrsa u nedjelju nakon židovske Pashe, dok su mnoge mjesne Crkve na Istoku zadržale slavlje na sam dan Pashe, to jest 14. nisana, prema židovskom kalendaru (takav je bio slučaj s Crkvama u Siriji, Ciliciji i Mezopotamiji. U Rimu i Aleksandriji pazilo se, pak, da uskrsna nedjelja ne padne na isti dan kao i židovska pasha. Konačno je odlučeno da će svake godine aleksandrijski biskup javljati rimskom papi datum Uskrsa. To je trebala biti prva nedjelja nakon prvog punog mjeseca poslije proljetne ravnodnevice.

### Melecijev raskol
Treće važno pitanje bilo je rješavanje Melecijeva raskola. Odlučeno je da će Melecije ostati u svome gradu Likopolu, no bez ovlasti ređenja novih klerika i bez vršenja biskupske vlasti. Usto, bilo mu je zabranjeno obilaženje okolice grada, kao i ređenje u drugim dijecezama. Zadržao je biskupski naslov, no svi koje je on redio trebali su se ponovno rediti, te su njegova ređenja smatrana nevaljanim. U slučaju smrti nemelecijanskog biskupa, njega je mogao naslijediti Melecijev sljedbenik.
Ove blage mjere protiv Melecija nisu urodile plodom, jer su melecijevci kasnije pristupili arijancima, te je Atanazije Aleksandrijski još dugo bio s njima u sukobu. Melecijanstvo je konačno izumrlo sredinom 5. stoljeća.

### Ostala pitanja
Sabor je izglasao dvadeset novih crkvenih zakona, koji su nazvani kanonima. Ovako ih navode nicenski i poslijenicenski crkveni oci:
1) zabrana samokastracije;
2) određivanje najmanjeg dozvoljenog vremena katekumenata;
3) zabrana boravka mlađih žena u kući klerika;
4) odredba da na ređenju biskupa moraju biti prisutna bar tri biskupa, te da je potrebna potvrda metropolita;
5) odluka da se godišnje održavaju po dva provincijska sinoda;
6) izvanredna vlast aleksandrijskog i rimskog biskupa (pape) na njihovim područjima;
7) priznanje posebne časti jeruzalemskom biskupu;
8) odluke o sporazumu s novacijancima;
9-14) odluke o blagom postupanju protiv onih koji su popustili prilikom Licinijevih progona;
15-16) zabrana smjenjivanja svećenika;
17) zabrana klericima da se bave lihvarstvom;
18) odluka da prilikom primanja euharistije biskupi i prezbiteri imaju prednost pred đakonima;
19) izjava o nevaljanosti krštenja što ga je podijeljivao Pavao Samosatski, te izjava da se žene đakonese ima smatrati laicima;
20) zabrana klečanja na liturgiji nedjeljom i u vazmeno vrijeme sve do Duhova.

### Zatvaranje rada sabora
25. srpnja 325. zaključen je rad sabora, a prisutni saborski oci proslavili su dvadesetu obljetnicu Konstantinova vladanja. U svome zaključnom govoru car je ponovio svoju nakanu da se zadrži mir i jedinstvo u Crkvi, a u pismu koje je prošireno carstvom sljedećeg Uskrsa objavio je da je postignuto jedinstvo čitave Crkve.

## Značenje sabora
Dugoročno, ovaj je sabor imao sasvim osobito značenje kao prvi u nizu ekumenskih sabora. Po prvi puta okupili su se biskupi iz cijele Crkve kako bi se dogovorili oko nekog doktrinalnog pitanja. Prvi je puta i car odigrao vodeću ulogu u sazivanju sabora, te je upotrijebio svoju moć u provođenju odluka sabora. Mnogi to nazivaju Konstantinovim preokretom, koji će kasnije dovesti do onog što će se na Zapadu zvati cezaropapizam.
Kratkoročno, sabor nije okončao probleme radi kojih je sazvan. Ponajprije, arijanci i melecijevci su ubrzo ponovno dobili sva prava koja su im bila oduzeta, a arijanstvo se širilo kroz čitavo 4. stoljeće. Euzebije Nikomedijski obilno se služio utjecajem što ga je imao na Konstantina kako bi ga obratio na Arijevu stranu. Uskoro, 330. svrgnut je i prognan Eustatije Antiohijski, Isto se 335. dogodilo i Atanaziju koji je naslijedio Aleksandra na aleksandrijskoj biskupskoj stolici. Sam Arije vratio se u Carigrad kako bi se pomirio s Crkvom, no umro je kratko prije nego što je to moglo biti učinjeno. Car Konstantin umro je sljedeće godine, a malo prije smrti primio je krštenje od arijanskog biskupa.